# 토오사카 린
토오사카 린(일본어: 遠坂 凛 도사카 린[*], Rin Tohsaka)은 타입문의 《Fate/Stay Night》의 히로인 캐릭터이다.

## 성격
평소에는 냉정하지만 가끔씩 츤데레적인 성격을 보인다.

## 설명
주인공인 에미야 시로가 다니는 학교의 아이돌이다. 성배를 만든 시작의 세 가문이자 마술사 집안인 토오사카 가문의 장녀로 지난 4차 성배전쟁에서 아버지가 돌아가시자 토오사카 가문의 당주로 임명되었다. 스승인 코토미네 키레이에게 팔극권을 배웠다.

## 작중 행적

### 페이트/스테이 나이트
토오사카 가문의 당주로서 5차 성배전쟁에 참전한다. 원래 자신의 서번트로 세이버를 소환할 예정이였다. 성배전쟁에 대해 지식을 충분히 가질 수 있었음에도 '세이버'라는 클래스를 빼면 딱히 어떤 서번트를 소환할지는 전혀 생각해놓지 않았기 때문에 서번트 소환을 위한 촉매를 준비하지 않은 상태로 소환을 시도하였으나, 시간을 착각한 탓에 최상의 컨디션이 아닌 상태에서 소환 의식을 거행하였다. 소환 과정에서 착각과 오산, 실수, 우연이 겹쳐지면서 세이버가 아니라 아처를 소환하게 된다. 소환 과정이 순탄치 않았던 탓인지, 아처는 소환진에서 소환되지 않고 거실에 소환되었으며, 소환된 아처가 잘못된 소환의 부작용으로 진명도 생각나지 않는다는 데다 건방지게 굴며 “마스터는 어디 잘 숨어있고 내가 알아서 싸우겠다”라는 둥 자신을 무시하자 세 번밖에 쓸 수 없는 령주를 써서 ‘내 말에 절대복종하라’는 명령을 걸어버린다.
그리고 서번트가 세이버가 아님을 알게되고 낙담하게 된다. 그래도 진정되고 화해하게 된다. 몇 시간 뒤 시점인 아침에 늦잠을 자는 바람에 등교는 포기하고 대신 아처를 대동하곤 후유키시 곳곳을 돌아다니며 안내를 해준다. 그리고 저녁 즈음에 토오사카 저택으로 돌아가는 길에서 학교 후배인 마토 사쿠라가 길가메쉬와 대화하는 모습을 목격한다.
다음날 등교했다가 학교에 누군가가 결계를 설치했다는 사실을 감지하곤 방과후까지 남았다가 분석 겸 제거작업에 들어가는데, 이걸 몰래 지켜보던 랜서와 마주치는 바람에 아처vs랜서전이 벌어지게 된다. 도중에 목격자가 있다는 사실을 감지한 랜서는 목격자를 추격하여 죽이는데 살해당한 학생이 동급생 에미야 시로라는 사실을 알게되어 매우 놀라게 되고, 아직 목숨이 붙어있는 그를 살리기 위해 비장의 수로 쓰려고 숨겨두었던, 10년치 마력이 담긴 펜던트를 이용해 시로를 살려냈다. 시로는 집에서 1번 더 랜서의 습격을 받던 도중 자기도 모르게 세이버를 소환한다.
에미야 저택에 접근했다가 다른 서번트의 존재를 감지하고 튀어나온 세이버의 기습으로 아처가 큰 부상을 입어 령주로 급히 피신시키지만 본인은 그 자리에 남아 위기에 몰렸으나 시로가 세이버를 저지한 덕분에 살았다. 서로 목숨을 걸고 싸워야 할 상대이지만, 목숨을 살려준 빚을 갚는다며 성배전쟁에 대해 아무것도 모르는 시로에게 성배전쟁에 대해 설명해주고, 교회에 데려가서 감독관 코토미네를 만나게하여 제 5차 성배전쟁에 정식으로 참여하게 한다. 후일 서로 목숨을 걸고 싸워야하는 성배전쟁에 대해 제대로 인식하지 못해 자신을 보고도 어설프게 대응하는 시로를 보고 어이없어하며 강경하게 대하다가 동맹관계가 되고 전력을 합치기 위해 에미야 저택에 머물게 된다.
버서커를 쓰러뜨릴 때까지의 동맹자로서 협조한다며 시로에게 여러 가지를 알려준다.
시로에게 마술을 가르쳐 주거나 세이버의 마력충전을 도와주고, 버서커를 마술로 한 번죽이는 등 여러 모로 활약한다.
이후 시로가 코토미네에게 있을 수 없는 8번째 서번트인 길가메쉬에 대해 상담하기 위해 교회로 가 저택을 비운 사이, 본색을 숨기고 에미야 저택에 방문한 코토미네에게 미처 예상치 못한 상태에서 공격을 당해 큰 중상을 입고 전투불능이 된다. 코토미네의 목적은 소성배로서 활용하기 위해 이리야를 납치하는 것이어서 린을 죽일 이유가 없었기 때문에 중상 정도에서 생존할 수 있었다. 이후 교회에서 돌아온 시로가 심각한 수준의 출혈량과 혈흔에 매우 기겁하여 응급치료를 하려하자, 자신이 이미 지혈과 응급치료를 다 했다고 시로를 저지하며, 마지막 조언이라며 코토미네의 목표과 행선지를 시로에게 말해준 뒤, 아조트 검을 시로에게 넘겨주고 의식을 잃고 잠에 빠진다.
이후 시로가 코토미네를 처치하고 성배전쟁이 끝난 엔딩에서는 보통의 일상으로 돌아가게 된다.
last episode에서는 등장하지 않는다.

### fate: UBW
1화에서 집에 있는 시계가 1시간씩 빨라져 학교에 7시에 도착해서 미츠즈리,후지무라선생님,마토 사쿠라,마토 신지,에미야 시로를 만나게된다.점심시간에 혼자 옥상에 가서 아버지의 유품인 펜던트를 만지며 주스를 마시고있었다.
실수로 새벽 1시에 서번트인 아처를 소환하고 아처가 자신에게 성배전쟁이 끝날 때까지 집에 있으라고 말하자 화가 나서 령주를 써버린다.학교에 결계를 제거하러갔다가 랜서와 만나게되어 아처와 함께 랜서와 싸우다가 목격자를 랜서가 죽이러가며 쫓아가서 그 목격자를 펜던트에 마력을 불어넣어 살려내고 아처에게 랜서를 쫓아가라고 말한다.아처가 실패하고 돌아와서 펜던트를 건네주며 이 펜던트는 린한테 제일 잘 어울린다고 말하는 것을 듣고 고맙다고한다.에미야 시로가 죽지않았다는 것을 알면 랜서의 마스터가 랜서를 시켜 죽이라할 것을 알아채고 에미야 시로를 구하러간다.에미야 시로의 집에 도착했을 때 세이버에 의해 다칠 뻔했지만 아처가 막고 세이버의 마스터가 된 에미야 시로가 령주를 써서 세이버가 공격을 못하게 막는 것을 본다.
Fate 루트와 달리 시로가 령주로 세이버를 말려서 아처가 치명상을 입지 않기에 그로 인해 아처와 함께 제대로 활약을 펼치는 루트. 마찬가지로 시로와 공동전선을 맺게되어 조력자로서 시로와 협력하고 투영의 정의나 마술의 지식 및 능력 등을 알려준다.
아처와 서로 엇갈리면서도 호흡이 잘 맞는 모습을 보이지만, 아처가 성배가 아닌 에미야 시로의 목숨을 노리는 탓에 반목하기도 한다. 이상하리만치 시로를 거부하며 목숨을 노리는 아처와 본능적으로 아처를 경계하는 시로의 갈등을 막기 위해 아처에게 시로를 공격하지 말라는 령주를 걸기도 한다. 하지만 마스터와 서번트의 기억 공유로 인해 그의 슬프고 비참한 과거를 직접 보게 되고 그러한 아처와 너무나 닮은 에미야 시로의 모습에 의문을 느끼게 된다.
아처가 세이버에게 입은 부상이 나을 때까지 힘을 합친다는 명목으로 일찌감치 시로와 동맹을 맺었던 Fate 루트와 달리 여기서는 아처가 무사하기 때문에 최소한의 도움만 주고 이후엔 적으로서 만나게 될거라는 점을 확실히 했다. 정확히는 버서커&이리야스필 폰 아인츠베른의 습격에서 자신을 돕다가 부상을 입은 시로를 에미야 저택까지 옮기고 상처를 치료해준 직후 이 선언을 했다.
그러다 4일 째에 서번트도 대동하지 않고 태연하게 학교에 온 시로를 보고 어이없어하며 분노, 방과후에 간드를 쏘며 습격해온다. 하지만 라이더가 벌인 소동을 거쳐 학교에 있는 다른 마스터를 쓰러뜨릴 때까지라는 전제를 달고 협력 관계를 맺는다.
5일 째에 캐스터의 뼈 골렘들을 상대하고 후유키시 전체에 민간인의 생명력을 흡수하는 가느다란 실이 늘어져 있는 것을 알아채고, 캐스터가 후유키 시민 전원을 희생시키려는 것을 알게 되자 시로&세이버와 협력관계를 맺게 된다. 이후 아처에게 단독행동을 시켜 류도사의 정찰을 명하지만 아처가 협력관계에 있는 에미야 시로를 죽이려고 해서 그것을 막기 위해 "협력관계에 있는 한 에미야 시로에게는 절대로 손을 대지 말라"는 령주를 걸게 된다.
9일째에 호무라하라 학교의 교사 쿠즈키 소이치로가 마스터일지도 모른다고 의심하고 습격하나 공간전이로 난입한 캐스터와 쿠즈키 소이치로가 각각 A급 마술과 뱀권을 이용해서 반격한다. 세이버가 소이치로의 뱀권에 의해 기절하는 바람에 절체절명의 위기에 빠지나 에미야 시로가 류도사에서 본 아처의 간장막야를 순간적으로 투영해서 살려주었다. 이후 린은 에미야 저택에 신세를 지기로 하고, 시로와 함께 달 구경을 하다가 시로의 지난 5년 간의 삶을 듣고 에미야 시로가 가진 모순점을 지적한다. 당시 매일 꿈 속에서 아처의 기억을 보고 있었는지라 시로와 아처의 행동원리가 완전히 같다는 것도 알아채게 된다.
시로가 타인만을 위한 삶을 살고 있다는 것을 알아챈 린은 조금이라도 시로의 강박관념을 덜어주기 위해 데이트를 신청하고 시로를 세이버와 함께 이곳저곳 데리고 다닌다.
린이 싼 도시락으로 공원에서 식사를 하고 에미야 저택으로 돌아갔을 때에 캐스터가 저택에 침입해 후지무라 타이가를 인질로 삼은 상태라 위기에 처한다. 시로는 타이가와의 교환을 조건으로 자신의 령주조차 내주려고 하나, 이를 지켜보던 세이버가 난입하는 과정에서 캐스터의 보구 룰 브레이커에 의해 세이버를 빼앗기고 에미야 시로가 상처를 입게 된다. 린은 시로를 토오사카 저택으로 옮겨 치료한 후 시로는 잠이 든다. 세이버를 구하기 위해 아처와 함께 캐스터를 토벌하러 간다. 이후 잠에서 깨어난 시로는 린의 방에서 펜던트를 발견하게 되고 이를 통해 자신의 목숨을 구해줬던 것이 린이었음을 알게돼 린을 찾아 밖으로 나선다. 뭔가에 홀리듯 신토의 고층 빌딩 옥상을 찾아간 시로는 린과 아처를 다시 만나게 되나, 린은 시로에게 더 이상 마스터가 아닌 이상 싸울 이유가 없으며, 무력한 몸으로 성배전쟁에 더 이상 관여하면 죽을 것이라는 경고로 결별을 선언하며 아처와 함께 사라진다.
교회 지하에서 캐스터와 대치한 린&아처이었으나, 아처는 유리한 쪽에 붙겠다며 캐스터의 룰 브레이커로 찔러달라고 자청하여 그들의 편으로 들어가게 된다. 그 때문에 린은 목숨을 잃을 위기에 처하지만 시로의 난입과 아처의 배려로 목숨만은 건지게 된다. 교회에서 나온 시로와 린은 잠시 휴식을 취하는데 이때 시로는 린에게 토오사카 저택에서 주웠던 펜던트를 돌려주고 이를 통해 린은 아처의 정체를 완전히 이해하게 된다. 이어 시로는 자신이 린을 오래전부터 동경해 왔으며 서로 아는 사이가 된 후에 오히려 더 좋아하게 됐다며 자신의 감정을 고백한다.
세이버와 아처가 적 진영으로 넘어가 승기가 캐스터에게 넘어간 상황이었으나 린은 포기하지 않고 "다른 마스터들과 협력을 맺자"는 제의를 하고 시로와 함께 아인츠베른의 성으로 향한다. 그러나 성 분위기가 심상치 않음을 느끼고 2층 창문을 통해 들어가는데, 들어가자마자 전투 소리를 듣고 그쪽으로 향한다.
홀에 도착해서 길가메쉬와 버서커의 전투를 목격하게 되고, 있을리가 없는 8번째 서번트를 보고 놀라한다. 길가메쉬가 버서커를 죽이고 이리야까지 죽이려하자 시로가 그것을 막겠다고 뛰쳐나갔지만 이리야는 죽고 길가메쉬의 마스터로 행세하던 마토 신지의 명령으로 시로마저 위기에 처하자 린이 마토 신지를 인질로 잡아 사태를 모면한다. 길가메쉬가 사라진 후 린은 그동안 시로에 대해 품어오던 의문을 폭발시키며 그의 삶의 방식이 일그러져 있으며 그런 행동을 계속할 경우 파멸할 것임을 경고한다. 자신을 위해 진심으로 걱정해주는 린의 모습에 감동을 받은 시로는 자신의 이상이 잘못된 것이 아님을 강하게 확신하게 된다.
캐스터를 어떻게 토벌할지 의논하던 시로와 린에게 랜서가 등장해 협력 제의를 하고, 린과 시로는 그 제의를 받아들여 세이버를 구하러 코토미네 교회에 난입한다. 랜서는 아처와 전투에 들어가고 린과 시로는 랜서가 싸우는 사이 캐스터와 전투를 벌인다. 이때 린은 강화마술과 팔극권을 사용해 캐스터를 몰아붙이는데, 마술사가 육탄전으로 나올 줄 몰랐던 캐스터가 대처를 못해 궁지에 몰아넣는 데 성공하지만 시로가 쿠즈키를 잡아놓지 못해 캐스터를 토벌할 기회를 놓쳤다.
캐스터가 태세를 추스리면서 린과 시로는 위기에 빠지지만 직후 난입한 아처가 수많은 검들을 투영하여 캐스터를 토벌하고 쿠즈키까지 토벌하면서 아처가 캐스터를 배신할 생각으로 캐스터쪽에 붙었던 것을 알게 된다. 린은 아처와 재계약하려고 했지만 시로를 죽이는 것이 목적이던 아처가 재계약을 거절하고 린이 방해할까봐 자신이 투영한 검으로 감옥을 만들어 린을 가둔다. 세이버가 자신을 막아서자 세이버를 베려고 하는 등의 상황이 벌어지자 시로를 살리기 위해 세이버와 계약하게 된다. 린과 계약한 세이버가 아처를 몰아붙여 제압하나 그가 고유결계를 펼치는 것은 막지 못했고, 린은 시로와의 대결을 위한 인질로 납치당해 아인츠베른성으로 끌려간다.
아인츠베른 성에서는 묶여서 꼼짝도 못하는 상태로 방치되고 있어서 신지에게 구타당하기도 하였으나 랜서가 나타나 신지를 막는다. 본인이 자해영주를 받아 심장이 꿰뚫린 상태에서도 근성으로 코토미네를 죽여 린은 빠져나왔다.
시로와 아처의 전투가 시로의 승리로 끝난 뒤 길가메쉬가 난입해 아처에게 보구투척을 하고 시로도 죽이려는 것을 목격하고는 린이 길가메쉬에게 공격을 하지만 효과가 없었고, 그 상태에서 제 4차 성배전쟁 종결 후 길가메쉬 수육과 성배오염에 관한 이야기 및 길가메쉬의 목적을 듣게 된다. 이때의 린은 길가메쉬에게 죽을 위기였지만 랜서가 죽기 직전 마술로 지른 불 때문에 재와 먼지가 날리자 길가메쉬가 옷에 먼지가 묻는 게 싫다며 돌아가 위기를 모면했다.
마지막 전투에 임하기 위해 시로와 마력패스를 연결하여 시로가 무한의 검제를 쓸 수 있게 백업해주고, 마지막 전투에서는 성배에 침식당한 신지를 구해내고, 그와 동시에 자신과 패스가 연결되어 마력을 끌어가는 에미야 시로가 발동한 무한의 검제와 어새신과 전투 중인 세이버의 적지 않은 마력소모를 둘 다 감당해내는 마력량을 보여주었다. 성배의 입구가 막히자 성배의 내부에서 나가는 것을 포기해 죽을 각오를 아처의 도움으로 성배 내부 탈출에 성공한다.
마지막 전투가 끝나고 언덕에서 마지막으로 아처와 재회하여 린이 재계약하자고 말하지만 아처는 제안을 거절한다. 아처는 시로로서 린에게 과거의 자신을 부탁하며 미소지은 얼굴로 사라지고, 린은 시로와 함께하는 미래에서 결코 아처처럼 되지 않도록 하겠다고 굳게 다짐한다.
이후 트루엔딩에서는 시로는 린의 제자로 들어가 마술을 배우게 되며, 시로는 제자의 입장으로서 함께 런던으로 떠나기로 약속한다.
굿엔딩에선 세이버가 자신의 의지로 후유키시에 남게된다. 린은 시로의 마술사부가 되주겠다고 하며 세이버, 시로와 함께 살아가게 된다.

### Fate/Zero
1화에서 처음 등장한다. 코토미네 키레이가 도와주려고하자 아버지를 지켜줄 수 있냐고 묻는다.키레이가 "그런 약속을 할 수 있는 거라면 안온한 싸움이겠지."라고 말한다.며칠 뒤 어머니인 토오사카 아오이와 외할아버지 집으로 떠나게된다.
10화에서는 아버지에게서 조금 빠른 생일 선물이라며 마력 나침반을 선물받는다. 코토네라는 친구를 구해주며 등장한다. 남자애들이 코토네를 괴롭히자 "그럼 그 짓을 나한테 해도 좋아.그럼 상관있지?"라고 말한다. 며칠 뒤 코토네가 실종되자 밤에 혼자 휴우키에 와서 코토네를 찾으려하다가 아이들을 데리고 4차 성배전쟁에 소환된 캐스터의 마스터인 우류 류노스케를 발견하고 뒤쫓아간다. 코토네를 발견하고 무언가에 당해있는 것을 알고나가려는데 우류와 마주친다. 우류가 하고있는 팔찌로 모두를 그렇게 만들었단 걸 알고 마력을 불어넣어 팔찌를 부숴버린다. 이렇게 코토네와 아이들을 구하고는 "울고있을 시간 없어!도망치는거야!"라고 말하고는 아이들을 데리고 나간다.경찰차가 도착하고 린은 골목에 숨어서 나침반을 들고 '제가 해냈다구요,아버님."라고 말한다. 그때,위에서 캐스터의 벌레들이 떨어지자 깜짝 놀라 쓰러진다. 마토 카리야가 예전에 사쿠라와 놀던 공원에 데려다놓는다. 아오이가 찾으러와서 안겨있을 때 깨어나서 죄송하다고 운다.
25화에서는 키레이와 함께 제 5대 토오사카 가문의 당주로서 첫 활동을 한다.키레이가 토오사카 토키오미의 장례식을 다 치르고 키레이가 마술각인에 대해 말하고는 나는 당분간 일본을 떠나있게된다만 앞으로 뭔가 불안한거있냐고 묻자 "없어!당신에게 도움받을 건 아무 것도!"라고 말한다. 키레이가 어머님을 모셔오는 게 어떠냐고 묻자 그렇게 하겠다고 한다. 키레이가 토오사카 토키오미에게 공훈을 세워 받은 아조트검을 토오사카 린에게 넘겨주자 그걸 보고 '이건 아버지의..."라며 운다.키레이가 린을 보고 웃는 것을 우느라 보지못했다.

### 페이트/스테이 나이트 헤븐즈필

#### 페이트/스테이 나이트 헤븐즈필 제2장 로스트 버터플라이
학교에서 신지가 라이더에게 시로를 죽이라고 명령을 내리자 창문을 깨고 나타나서는 아처와 함께 라이더를 공격한다. 사쿠라가 라이더의 진정한 마스터라는 것을 알아챈다. 사쿠라가 마술을 제어하지 못해 시로를 공격하고는 사쿠라가 쓰러지자 라이더와 함께 교회를 데리고간다.사쿠라의 치료가 끝나고 "휴우키의 관리자로서 처벌을 내리겠어.저 아이는 이미 망가진 마스터야.그러니 죽이는 수 밖에."라고 말한다. 키레이가 "그것이...친동생이어도 말인가?"라고 말하자 자신과 사쿠라의 관계를 밝히게 된다. "토오사카에는 원래부터 자식이 둘 있었거든.하지만 마술은 일자상전이 법칙이지.내가 토오사카의 마술을 이어받았어.사쿠라는 이미 피가 단절되어있던 마토의 후계자로서 양자로 거두어졌지.나랑 사쿠라는 친자매야.한번도 그런 식으로 서로를 불러본 적은 없었지만 말야."라고 말한다.시로가 "기다려,토오사카!그렇다면 더더욱...!"이라고 말하며 말리자 "이대로 저 아이를 내버려뒀다간 똑같은 일이 벌어질거야.계속 면식도 없는 사람한테 분별없이.그러니까 나는 저 아이를 죽이겠어."라고 말한다.그이후 사쿠라가 얘기를 듣고 도망치자 찾으러나선다. 시로가 사쿠라를 데리고있는 모습을 보고 네 신념을 꺾지 않겠단거구나.라고 말하고 자리를 떠난다.

#### 페이트/스테이 나이트 헤븐즈필 제3장 스프링 송
흑화한 사쿠라가 이리야를 납치하기 위해 에미야 저택에 찾아오자 그녀를 제지하려 했지만 사쿠라는 린을 기절시킨다. 사쿠라가 이리야와 함께 돌아가고 나서 키레이가 그녀를 치료해주고 시로가 이리야를 구하고 돌아왔을 때 완전히 회복된 상태로 등장한다. 이리야에게 성배전쟁과 앙그라 마이뉴의 진실을 듣고 나서 시로에게 이리야의 기억을 바탕으로 젤릿치의 보석검을 투영해 달라고 부탁한다. 시로가 보석검을 투영하고 나서 시로와 라이더와 함께 사쿠라와 세이버가 있는 류도사로 간다. 류도사 밑의 지하 동굴에서 세이버와 만나지만 세이버는 린만 가게하도록 한다. 사쿠라를 만난 린은 그녀를 죽이겠다 말하며 사쿠라와 싸우게 된다. 사쿠라를 죽일 수 있는 상황을 만들어 냈을 때 린은 어린 시절 사쿠라와 포커를 한 기억이 떠오른다. 자신이 사쿠라보다 안 좋은 패를 가지고 있던 사실을 떠올린 린은 '아, 이거 안되겠다.'라는 독백을 하고서는 사쿠라를 죽이지 못한다. 사쿠라에게 언니로서 미안하다는 말을 남기고 사쿠라의 공격에 의해 쓰러진다. 이후 린은 원래대로 돌아온 사쿠라와 함께 라이더에게 구출된다. 몸이 파괴되고 영혼만 남은 시로에게 육체를 주기 위해 아오자키 토우코에게 인형을 받아 시로를 되살리고 다 함께 벚꽃 구경을 하러 간다.

### 그 외의 작품에서
Fate/hollow ataraxia에서도 아처의 마스터로 등장한다. Fate/EXTRA 시리즈에서도 달의 성배전쟁에 참여한다.
Fate/Grand Order에서는 토오사카 린 본인이 직접 등장하지는 않지만, 그녀에게 빙의한 의사 서번트인 이슈타르와 에레쉬키갈, 스페이스 이슈타르가 등장한다. 작중 대사에 의하면 린의 의식은 잠들어있지않으며 이슈타르,에레쉬키갈,스페이스 이슈타르가 의식의 7, 린이 3을 차지한다고 한다.

## 다른 캐릭터들과의 관계

### 마토 사쿠라
아는 후배이자 마토 가문으로 입양 간 친동생.

### 코토미네 키레이
자신의 아버지를 살해한 살인자이자 후견인.

### 마토 신지
짝사랑을 받고있으며 자신을 귀찮게 하는 존재.

### 에미야 시로
성배전쟁에서 협력하는 협력상대. UBW루트에서는 공식커플 사이이다.

### 토오사카 토키오미,토오사카 아오이
제 4차 성배전쟁에서 돌아가신 자신의 부모님.

### 이리야스필 폰 아인츠베른
라이벌.

## 이 캐릭터에서 파생된 캐릭터
- 이슈타르
- 에레쉬키갈
- 스페이스 이슈타르

## 같이 보기
- 에미야 시로
- 세이버
- 아처
- 마토 사쿠라
- 코토미네 키레이
- 마토 신지